# Acolasis chalybea
Acolasis chalybea är en fjärilsart som beskrevs av Max Wilhelm Karl Draudt och M.Gaede 1944. Acolasis chalybea ingår i släktet Acolasis och familjen nattflyn. Inga underarter finns listade i Catalogue of Life.